# Tisdagar med Morrie (film)

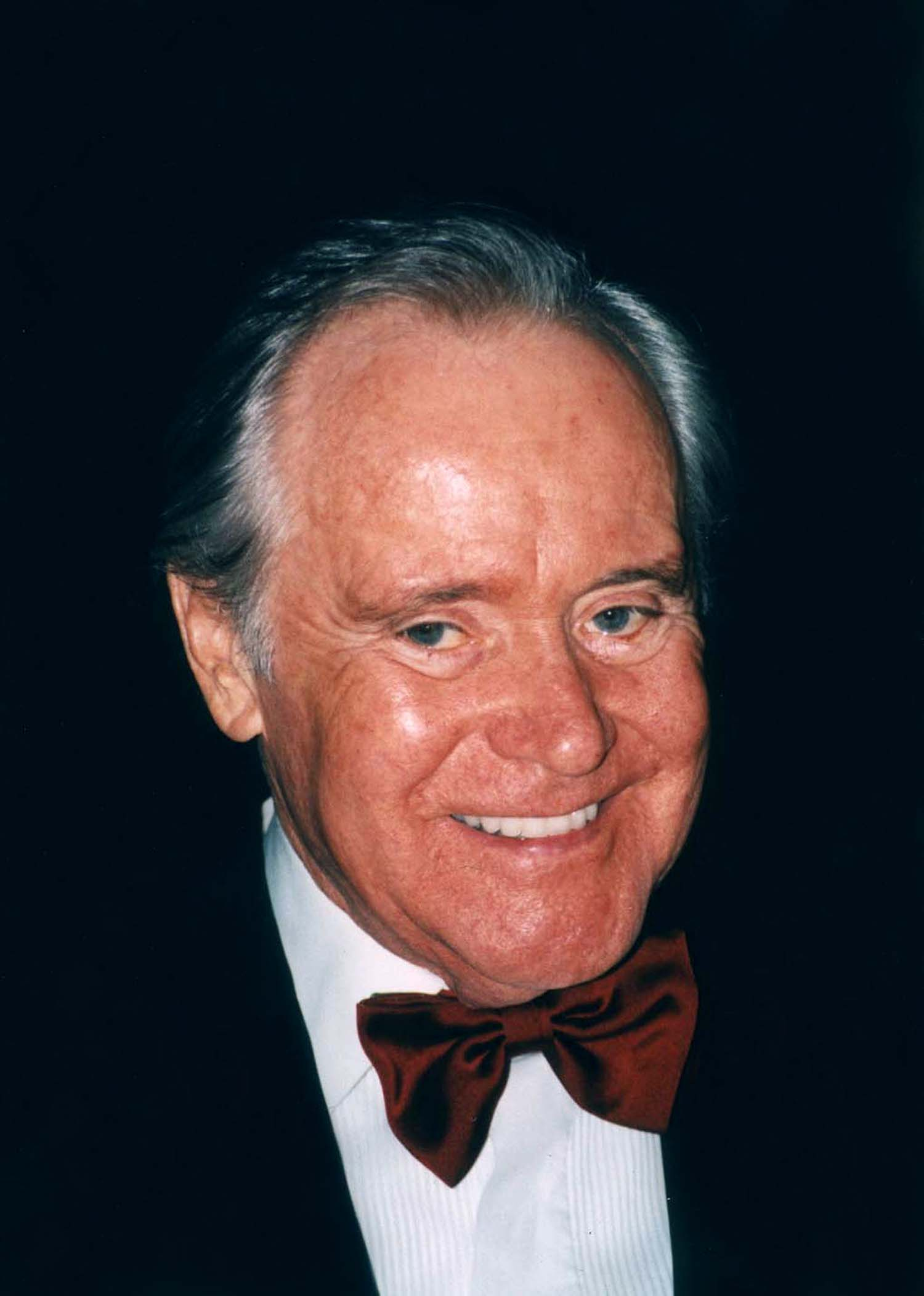
Morrie spelades av Jack Lemmon.

Tisdagar med Morrie (engelska: Tuesdays with Morrie) är en amerikansk TV-film från 1999 i regi av Mick Jackson. Filmen är baserad på Mitch Alboms roman Tisdagarna med Morrie från 1997. I huvudrollerna ses Jack Lemmon och Hank Azaria.

## Handling
Journalisten Mitch är så upptagen med sin karriär att han bortprioriterar sina relationer och att njuta av livet. En dag får Mitch se sin gamla lärare Morrie på TV, han berättar i en intervju att han lider av ALS. Mitch reser och besöker Morrie och besöken sker sedan regelbundet varje vecka. Morrie inspirerar Mitch med sin livsfilosofi och i sin tur håller han Morrie sällskap och tillsammans njuter de av livet här och nu, varje tisdag.

## Rollista i urval
- Jack Lemmon – Morrie Schwartz
- Hank Azaria – Mitch Albom
- Wendy Moniz – Janine
- Caroline Aaron – Connie
- Bonnie Bartlett – Charlotte
- Aaron Lustig – Rabbi Al Axelrod
- Bruce Nozick – Mr. Schwartz
- Ivo Cutzarida – Armand
- John Carroll Lynch – Walter Moran
- Kyle Sullivan – Morrie som ung
- Dan Thiel – Shawn Daley
- Christian Meoli – Aldo